# Armée nationale du Somaliland
Ne doit pas être confondu avec Forces armées somaliennes.
L'armée nationale du Somaliland ( Somali: Ciidanka Qaranka Somaliland , arabe : الجيش صوماليلاندي ), est la force terrestre et la plus grande branche des forces armées du Somaliland. Elle est basée dans la capitale, Hargeisa, et elle compte environ 100 000 membres actifs et 4 000 autres en réserve. L'armée nationale du Somaliland est entièrement composée de professionnels et de volontaires, car le pays n'impose pas de conscription ou de service militaire. Certains bataillons du Somaliland opèrent près de la frontière du Puntland en raison d'un différend frontalier,.

## Historique
L'armée du Somaliland a été créée par les Britanniques au cours du XXe siècle sous le nom de Somaliland Camel Corps. Après avoir repoussé avec succès les Italiens qui tentaient d'envahir le protectorat en 1941, elle est dissoute en 1944 et remplacée par les Somaliland Scouts.
L'armée nationale du Somaliland est créée en 1993, deux ans après la proclamation d'indépendance du Somaliland, qui n'est pas reconnu par la communauté internationale. L'embargo qui empêche la Somalie de se procurer des armes est donc aussi en vigueur au Somaliland, ce qui fait que l'armée doit utiliser des vieilles armes.

## Équipement
- Char de combat principal
  - T-55A (1974-1976) (char de combat principal) - estimé entre 35 et 85 en service
  - T-72B (date inconnue) (char de combat principal) - numéros actuels inconnus
- Véhicules blindés de transport de troupes
  - Fiat 6614 - 3 en service
  - Fiat 6616 (Tourelle - 20 mm) - 1 en service
  - Fiat 6616 (fusées UB-16, tourelle - 20 mm) - 2 en service
- Véhicules de transport
  - Iveco LMV (4x4)
  - Renault GBC-180 (6×6)
  - Camion M939 (6 × 6)
  - Toyota Land Cruiser J79
  - Toyota Hilux
  - Ford F350 (camion blindé)
  - Humvee
- Artillerie automotrice
  - BM-21 Grad (lance-roquettes multiples - 122 mm) - estimé à 100-200 en service
  - Humvee (lance-roquettes multiples)
  - D-44 (Artillerie - 85 mm)
- Mortier
  - M-224 (Mortier - 60 mm)
  - M1938 (Mortier - 120 mm)
- Canon anti-aérien
  - ZU-23-2 (canon anti-aérien à double canon - 23 mm)

## Historique des combats

### Guerre d'indépendance du Somaliland
La guerre d'indépendance du Somaliland était une rébellion menée par le Mouvement national somalien contre la junte militaire au pouvoir en Somalie dirigée par le général Siad Barre depuis sa fondation le 6 avril 1981 et a pris fin le 18 mai 1991 lorsque le SNM a déclaré ce qui était alors le nord de la Somalie indépendant sous le nom de République du Somaliland . 

### Conflit frontalier avec le Puntland
Le différend Puntland-Somaliland est un différend territorial sur les provinces de Sool, Sanaag et la ville de Buuhoodle entre le Somaliland et l'État du Puntland, en Somalie.  Lorsque la guerre d'indépendance du Somaliland a pris fin et que la guerre civile somalienne a éclaté, le Somaliland a déclaré son indépendance de la Somalie en 1991 en tant qu'État successeur du protectorat britannique du Somaliland.
Le différend a commencé en 1998, lorsque le Puntland a été formé en tant qu'État autonome de Somalie (mais qui ne se revendique pas indépendant, contrairement au Somaliland) et a déclaré la région comme faisant partie de son territoire.

### Bataille de Las Anod
La bataille de Las Anod a vu les forces du Somaliland engager les forces du Puntland à Las Anod, capitale de la région de Sool. La bataille qui a suivi a conduit le Somaliland à évincer l'armée du Puntland de la ville. Las Anod était jusque-là contrôlée par le Puntland, qui a pris le contrôle de la capitale régionale en 2002.

### Bataille de Tukaraq
En 2018, la bataille de Tukaraq a vu les forces du Somaliland engager les forces du Puntland à Tukaraq, une ville de la région orientale de Sool, sur la route entre les capitales régionales de Las Anod et Garowe . Les violents affrontements qui ont suivi ont conduit le Somaliland à chasser l'armée du Puntland de la ville. C'est la bataille la plus récente en date.